# Хессельби (железнодорожная станция)
Хессельби (швед. Hesselby) — это станция в центре Готланда, на Готландской железной дороге Хессельби.

## История
Станция была построена в 1902 году и закрыта в 1953 году вместе с железной дорогой. В течение нескольких лет здание служило почтовым отделением. В 1972-1974 годах здание вокзала было отремонтировано Ассоциацией Готландстогет и теперь снова служит зданием вокзала для музейной железной дороги Хесселби—Рома.
С 2002 года здание вокзала, открытая терраса и два склада были объявлены зданиями, внесенными в список памятников архитектуры. В одном из складов находится железнодорожный музей.